# Złota 44

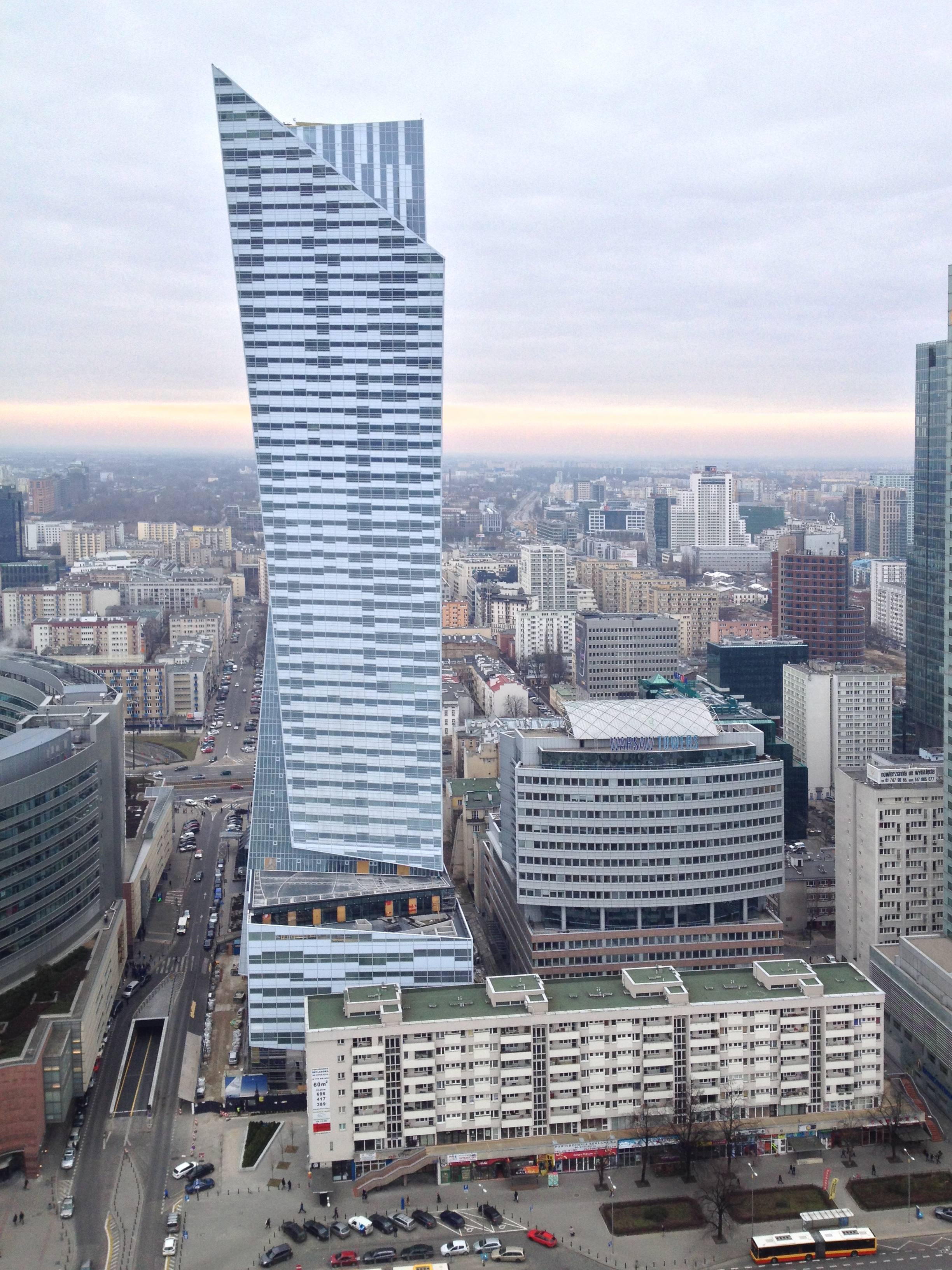
Blick von der Aussichtsterrasse des benachbarten Kulturpalastes im Februar 2014

Złota 44 ist ein Wohnhochhaus nach dem Entwurf von Daniel Libeskind im Zentrum der polnischen Hauptstadt Warschau. Es hat 52 Geschosse und eine Gesamthöhe von 192 Metern. Es ist das höchste Wohnhaus in der Europäischen Union. Die Geschossfläche weist 79.000 Quadratmeter aus.
Das Bauwerk wurde von 2007 bis 2016 errichtet. Es steht an der Ecke Złota-Straße und Emilii-Plater-Straße, direkt gegenüber dem Kultur- und Wissenschaftspalast und neben einem Holiday Inn-Hotel sowie dem modernen Einkaufs- und Unterhaltungszentrum „Złote Tarasy“. Das Hochhaus ist nach seiner Postanschrift Złota 44 benannt.
Das Gebäude in Form eines hochgezogenen Würfels mit segelförmig geschwungenen Glasfassaden soll  Platz für 251 Apartmentwohnungen bieten. Die tragende Konstruktion wurde in Stahlbeton erstellt; die lichte Höhe der Wohnräume wird 2,95 m betragen. Den Bewohnern werden eine Sonnenterrasse, ein Schwimmbecken aus Edelstahl, eine Sauna und ein Spa zur Verfügung stehen.
Die Bauarbeiten begannen mit dem Abbruch des etwa 20 Jahre zuvor errichteten „City-Center“-Kaufhauses. Der erste Bauherr war die Orco Property Group. Die Bodenplatte des Kaufhauses wurde nicht entfernt, sondern als Fundament des Hochhauses verwendet. Im März 2009 wurden alle Bauarbeiten eingestellt, da der Bauherr in finanzielle Schwierigkeiten geriet. Die Baukonstruktion war zu diesem Zeitpunkt bis zum 17. Obergeschoss vorangeschritten. Die Baukräne wurden im Juni 2009 abmontiert. Eine Wiederaufnahme der Bauarbeiten war ungewiss, und die Baugenehmigung verlor zwischenzeitlich ihre Gültigkeit.
Im April 2010 bat Daniel Libeskind die Präsidentin der Hauptstadt Warschau, Hanna Gronkiewicz-Waltz, schriftlich um Hilfe. Am 7. Oktober 2010 erklärte der Präsident der Woiwodschaft Masowien die Baugenehmigung für gültig und die Bauarbeiten wurden wieder aufgenommen. Der Bauherr Orco plante, binnen acht bis zwölf Monaten die Arbeiten fortzusetzen. Im Dezember 2010 waren 88 der 251 Wohneinheiten verkauft. Die Fassade sollte bis zur Fußball-Europameisterschaft 2012 fertiggestellt sein. Das Richtfest war am 1. Februar 2012. Im April 2013 wurde der rote Kran an der Fassade entfernt und die Außenarbeiten fertiggestellt. Das Gebäude sollte nun bis 2014 fertiggestellt werden. Beauftragter Generalunternehmer war nun ein Konsortium aus der italienischen Inso und dem Consorzio Cooperative Costruzioni. Im August 2014 wurde das Bauvorhaben von BBI Development übernommen.
Der Fußballspieler Robert Lewandowski hat sich 2016 ein Apartment im Złota 44 gekauft.